# Campionati norvegesi di sci alpino 1989
I Campionati norvegesi di sci alpino 1989 si svolsero a Stranda tra il 18 e il 22 marzo; furono assegnati i titoli di discesa libera, supergigante, slalom gigante, slalom speciale e combinata, sia maschili sia femminili.

## Risultati

### Uomini

#### Discesa libera
| Pos. | Atleta            | Nazione  | Tempo   |
| ---- | ----------------- | -------- | ------- |
| 1    | Atle Skårdal      | Norvegia | 1:10,31 |
| 2    | Jan Einar Thorsen | Norvegia | 1:11,87 |
| 3    | Gjermund Kveno    | Norvegia | 1:12,24 |

Data: 18 marzo

#### Supergigante
| Pos. | Atleta                | Nazione  | Tempo   |
| ---- | --------------------- | -------- | ------- |
| 1    | Ole Kristian Furuseth | Norvegia | 1:30,51 |
| 2    | Atle Skårdal          | Norvegia | 1:31,06 |
| 3    | Finn Christian Jagge  | Norvegia | 1:31,96 |

Data: 20 marzo

#### Slalom gigante
| Pos. | Atleta                | Nazione  | Tempo   |
| ---- | --------------------- | -------- | ------- |
| 1    | Ole Kristian Furuseth | Norvegia | 2:33,97 |
| 2    | Finn Christian Jagge  | Norvegia | 2:39,62 |
| 3    | Atle Skårdal          | Norvegia | 2:40,38 |

Data: 21 marzo

#### Slalom speciale
| Pos. | Atleta                | Nazione  | Tempo   |
| ---- | --------------------- | -------- | ------- |
| 1    | Ole Kristian Furuseth | Norvegia | 1:36,56 |
| 2    | Finn Christian Jagge  | Norvegia | 1:37,81 |
| 3    | Tom Stiansen          | Norvegia | 1:40,36 |

Data: 22 marzo

#### Combinata
| Pos. | Atleta               | Nazione  |
| ---- | -------------------- | -------- |
| 1    | Finn Christian Jagge | Norvegia |
| 2    | Kjetil André Aamodt  | Norvegia |
| 3    |                      |          |

### Donne

#### Discesa libera
| Pos. | Atleta          | Nazione  | Tempo   |
| ---- | --------------- | -------- | ------- |
| 1    | Linn Remmen     | Norvegia | 1:15,57 |
| 2    | Ingrid Halseth  | Norvegia | 1:15,64 |
| 3    | Irene Halvorsen | Norvegia | 1:17,24 |

Data: 18 marzo

#### Supergigante
| Pos. | Atleta            | Nazione  | Tempo   |
| ---- | ----------------- | -------- | ------- |
| 1    | Marianne Kjørstad | Norvegia | 1:36,48 |
| 2    | Marianne Aam      | Norvegia | 1:37,16 |
| 3    | Linn Remmen       | Norvegia | 1:38,04 |

Data: 20 marzo

#### Slalom gigante
| Pos. | Atleta             | Nazione  | Tempo   |
| ---- | ------------------ | -------- | ------- |
| 1    | Marianne Kjørstad  | Norvegia | 2:46,25 |
| 2    | Annie E. Manshaus  | Norvegia | 2:46,68 |
| 3    | Julie Lunde Hansen | Norvegia | 2:47,74 |

Data: 21 marzo

#### Slalom speciale
| Pos. | Atleta                  | Nazione  | Tempo   |
| ---- | ----------------------- | -------- | ------- |
| 1    | Hanne Charlotte Johnsen | Norvegia | 2:00,25 |
| 2    | Marianne Kjørstad       | Norvegia | 2:01,03 |
| 3    | Janne Ugelstad          | Norvegia | 2:01,76 |

Data: 22 marzo

#### Combinata
| Pos. | Atleta     | Nazione  |
| ---- | ---------- | -------- |
| 1    | Anne Berge | Norvegia |
| 2    |            |          |
| 3    |            |          |